# Calydorea longispatha
Calydorea longispatha är en irisväxtart som först beskrevs av Herb., och fick sitt nu gällande namn av John Gilbert Baker. Calydorea longispatha ingår i släktet Calydorea och familjen irisväxter. Inga underarter finns listade i Catalogue of Life.